# Nomada accentifera
Nomada accentifera är en biart som beskrevs av Pérez 1895. Nomada accentifera ingår i släktet gökbin, och familjen långtungebin. Inga underarter finns listade i Catalogue of Life.